# Borgmästaren i Casterbridge
Borgmästaren i Casterbridge (engelska: The Mayor of Casterbridge) är en roman från 1886 av den engelske författaren Thomas Hardy. Den handlar om en man som har sålt sin fru på en marknad. Många år senare lyckas han bli en respekterad borgmästare, till dess att hustrun dyker upp igen. Romanen utspelar den sig i den fiktiva småstaden Casterbridge, vars förlaga är Dorchester i sydvästra England.
Romanen är förlaga till flera andra verk.

## Huvudkaraktärer
- Michael Henchard, borgmästaren i Casterbridge.
- Susan Henchard (Newson), Henchards hustru, säljs till Newson.
- Richard Newson, sjöman som köper Susan och lever med henne som partner.
- Elizabeth-Jane, dotter till Susan och Henchard, dör som spädbarn.
- Elizabeth-Jane, dotter till Susan och Newson.
- Donald Farfrae: blir borgmästare i Casterbridge efter Henchard.
- Lucetta Templeman (Le Sueur), har en affär med Henchard.

## Bildgalleri

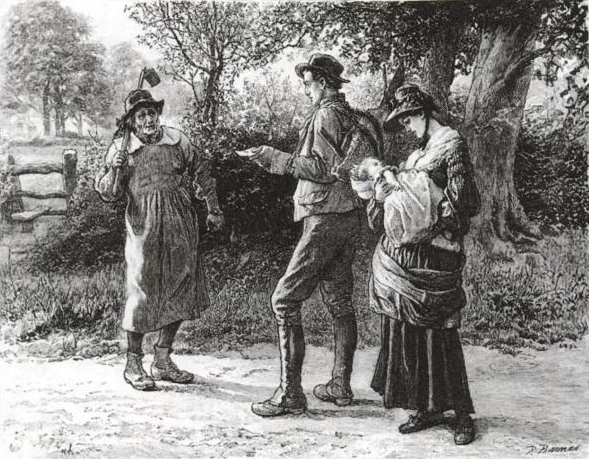
Berättelsens protagonist, Michael Henchard, på väg till marknaden för att sälja sin fru och dotter.

## Svensk översättning
Boken gavs ut på svenska 1946 i översättning av Olov Jonason.

## Adapteringar
- 1921: The Mayor of Casterbridge, en stumfilm i regi av Sidney Morgan[2]
- 1951: En opera av den brittiske kompositören Peter Tranchell
- 1978: Borgmästaren, en miniserie i regi av David Giles och manus av Dennis Potter för BBC med bland andra Alan Bates, Jack Galloway, Anna Massey och Anne Stallybrass.[3]
- 2000: The Claim, film av Michael Winterbottom med ett manus av Frank Cottrell Boyce och handlingen förflyttad till 1800-talets amerikanska western och med Wes Bentley och Milla Jovovich[4]
- 2003: The Mayor of Casterbridge, en miniserie i regi av David Thacker med bland andra Ciarán Hinds, Juliet Aubrey, Polly Walker, James Purefoy och Jodhi May.[5]
- 2008 En radiodramatisering i tre delar av Helen Edmundson för BBC Radio 4[6]